# Escuela Técnica Superior de Arquitectura de Alicante
La Escuela Politécnica Superior de Alicante (cuyo acrónimo es EPS) es la escuela de arquitectura de la Universidad de Alicante (España). Prepara y expide el título de Arquitecto, así como de otras titulaciones técnicas oficiales, doctorados y diversos másteres de postgrado. Esta escuela se creó en 1972, siendo la única escuela que imparte la titulación de Arquitectura de la provincia de Alicante. El centro está situado en el municipio de San Vicente del Raspeig, a 6 km de Alicante.